# Kungsholms baptistkyrka
Kungsholms baptistkyrka är kyrkobyggnaden för Kungsholms baptistförsamling. Kyrkan ligger vid Bergsgatan 59, söder om Kronobergsparken, på Kungsholmen i Stockholms innerstad. Församlingen tillhör kyrkosamfundet Equmeniakyrkan.
Man har sedan 2009 ett samarbete med New Life som sedan 2012 i kyrkan driver församlingsplanteringen Fridhemskyrkan. New Life och Fridhemskyrkan tillhör kyrkosamfundet Evangeliska Frikyrkan.

## Historik
Församlingen, ursprungligen kallad Sällskapet Kungsholms Baptistförsamling, bildades år 1885 och var då Stockholms sjätte baptistförsamling. Församlingens förste föreståndare var C.E. Westerberg. Sällskapet Hopp och Framgång startades också 1885 och hade till mål att insamla medel till en egen predikolokal åt församlingen. År 1897 uppgick Sällskapet Hopp och Framgång i Sällskapet Kungsholms Baptistförsamling. Om Andrew G Johnson och Carl Widmarks besök 1907 på inbjudan av pastor Carl Gustaf Lundin, var god se artikeln om Andrew G Johnson.
Från 1913 hade Kungsholms baptistförsamling något av en utpost på Stora Essingen och från 1923 till 1970 i form av det så kallade Essingekapellet eller Allianskapellet (kapellet på Flottbrovägen 5 kallas numera S:t Mikaels och Alla Änglars kyrka och är domkyrka för kyrkosamfundet Liberala katolska kyrkan). Från 1958 fanns ytterligare en utpostverksamhet, vilken senare resulterade i Skogakyrkan i Kungsängen. Under många år hade församlingen också ett sommarhem och scoutstuga (för så kallad junior-, scout- och GK-verksamhet) i Judarskogen i Bromma. Detta var beläget på höjden alldeles sydväst om sjön Judarn.
Under några år fram till 2008 hade man ett samarbete med Iglesia Betania. Från 2009 till 2012 hade man ett samarbete med Tomaskyrkan (EFK).
Församlingen var fram till bildandet av Equmeniakyrkan (med arbetsnamnet Gemensam framtid) knuten till Svenska baptistsamfundet.

## Byggnaden
Efter flera år i olika lokaler på Kungsholmen, bland annat på Hantverkargatan 24A, så invigdes kyrkan 1904. Arkitekt var Erik Boström, byggherre var Sällskapet Kungsholms Baptistförsamling och byggmästare var P A Granat. På 1960-talet(?) skedde en om- och tillbyggnad av kyrkan i kv Bergsfallet 9. Arkitekt var då Erik Boströms barnbarn Örjan Lüning varvid det tillkom ungdomslokal, kapprum, samt scenen i lilla salen. I kyrkans fond finns en glasmosaik av Julia Lüning. Under många år kallades kyrkan för Betaniakyrkan eller bara Betania, senare blev det officiella namnet Kungsholms baptistkyrka.
Från och med år 2016 har New Life/Fridhemskyrkan övertagit kyrkofastigheten.

## Pastorer i urval
- 1889–1890 – Harald Waxberg
- 1890–1892 – Karl Lundgren
- 1892–1901 – Erik Bergström
- 1902–1919 – Carl Gustaf Lundin (1869–1965)
- 1920–1945 – Berndt Sörenson (1886–1954)
- 1945–1950 – Herbert Brander (1903–1984)
- 1951–1965 – Egron Gussander (1897–1979)[1]
- 1965–1972 – Sture Tjäder
- 1972–1974 – Haddon Lantz (1906–1995)[1]
- 1974–1984 – Backa Birger Eriksson
- 1984–1990 – Wimar Hansson
- 1990–1995 – Sven Ohm (1929–2014)
- 1995–2000 – Owe Kennerberg (född 1952)
- 2001–2003 – Karin Jansson
- 2005–2006 – Inga-Lena Fredrixon (född 1952)
- 2006–(fortf) – Birgit Karlsson (född 1935)